# Sigrid Burkholder
Sigrid Burkholder (* 1971 in Köln) ist eine deutsche Schauspielerin und Hörspielsprecherin.

## Leben
Von 1991 bis 1995 absolvierte Sigrid Burkholder die Staatliche Hochschule für Musik und Darstellende Kunst Stuttgart. Ein erstes Engagement hatte sie in der Spielzeit 1994/95 am Staatstheater Stuttgart, danach gastierte sie bis 1999 immer wieder am Essener Grillo-Theater. Hier spielte sie unter anderem die Ophelia in William Shakespeares Hamlet, die weibliche Titelrolle in Georg Büchners Leonce und Lena, Dunjassa im Kirschgarten von Anton Tschechow und Marie Beaumarchais in Clavigo von Johann Wolfgang von Goethe. Weitere Stationen ihrer Bühnenlaufbahn waren das Stadttheater Konstanz und die Werkstatt der Kulturen in Berlin.
Seit Mitte der 1990er-Jahre arbeitet Burkholder auch vor der Kamera, dabei häufig als Gastdarstellerin in Serien, beispielsweise Dr. Sommerfeld – Neues vom Bülowbogen, Notruf Hafenkante oder SOKO Köln, aber auch in mehrfach prämierten Filmen wie Drei Tage im April und Romeos.
Bereits während ihrer Ausbildung begann Burkholder ihre bis heute umfangreiche Sprechertätigkeit. Neben unzähligen Hörspielproduktionen liest sie Hörbücher, spricht in Radio-Features, als Voice-over und in der Werbung.
Am Theaterpädagogischen Zentrum in Köln ließ Burkholder sich von 2008 bis 2011 zur Theaterpädagogin ausbilden. Dort wie auch an anderen Einrichtungen, darunter für Kinder und Jugendliche, gibt sie Schauspielunterricht.
Sigrid Burkholder lebt in Köln.

## Filmografie (Auswahl)
- 1995: Drei Tage im April
- 1999: Otomo
- 2001: Tatort – Fette Krieger
- 2003: Ritas Welt – Bitte lächeln, Herr Schumann
- 2003: Morgen früh ist die Nacht rum
- 2003: Dr. Sommerfeld – Neues vom Bülowbogen – Verlorene Identität
- 2005: Margarete Steiff
- 2006: Rohtenburg
- 2007: Tatort – Bienzle und sein schwerster Fall
- 2007: Notruf Hafenkante – Boje unter Verdacht
- 2007: Tarragona – Ein Paradies in Flammen
- 2008: Rennschwein Rudi Rüssel – Das Picknick
- 2008: Unschuldig – Hauptgewinn Tod
- 2008: Dr. Psycho – Die Bösen, die Bullen, meine Frau und ich – Gammelfleisch
- 2008: Marie Brand und die tödliche Gier
- 2009: SOKO Köln – Bauerntod
- 2010: Rennschwein Rudi Rüssel – Rudis Mama
- 2011: Romeos
- 2012: Das Ende einer Nacht
- 2012: Der Schwarzwaldhof – Der verlorene Sohn
- 2012: Pastewka – Die Lesung
- 2013: Der Lehrer – Ich hab‘ ja gesagt, ich bin Lehrer

## Hörspiele (Auswahl)
- 1993: Geschichte eines Verlustes – Autorin: Hatty Naylor – Regie: Norbert Schaeffer
- 1994: Walkman weiß Arschloch Eins A – Autor: Christian Geissler – Regie: Hermann Naber
- 1995: Sofies Welt (15 Folgen) – Autor: Jostein Gaarder – Regie: Hartmut Kirste
- 1998: Radau an Bord. Herrn Noahs geheime Tagebücher (12 Folgen) – Autorin: Avril Rowlands – Regie: Angeli Backhausen
- 2000: Tigerjagd – Autor: Walter Gerlach – Regie: Alexander Schuhmacher
- 2003: Wovon die Wölfe träumen – Autor: Yasmina Khadra – Regie: Walter Adler
- 2003: Die wunderbare Welt des Jean-Henri Fabre (10 Folgen) – Autor: Jean-Henri Fabre – Regie: Marguerite Gateau
- 2004: Anklage Vatermord. Der Fall Philipp Halsmann – Autor: Martin Pollack – Regie: Fabian von Freier
- 2005: Tod in Lissabon – Autor: Robert Wilson – Regie: Walter Adler
- 2005: Indien kann warten – Autor: Magnus Mills – Regie: Norbert Schaeffer
- 2006: Der Räuber Hotzenplotz – Autor: Otfried Preußler – Regie: Frank-Erich Hübner
- 2006: Was macht eigentlich Harry Absolut? – Autor: Eugen Egner – Regie: Petra Feldhoff
- 2007: Vera spart Zeit – Autorin: Rumjana Zacharieva – Regie: Moritz A. Berg
- 2007: Dorffmaiers Double – Autor: Joy Markert – Regie: Alexander Schuhmacher
- 2007: Neues von Herrn Bello – Autor: Paul Maar – Regie: Petra Feldhoff
- 2008: Hotzenplotz 3 – Autor: Otfried Preußler – Regie: Frank-Erich Hübner
- 2008: Zwerg Nase – Autor: Wilhelm Hauff – Regie: Uwe Schareck
- 2009: Der verbotene Ort – Autor: Fred Vargas – Regie: Frank-Erich Hübner
- 2010: Task Force Hamm – Autor: Dirk Schmidt – Regie: Petra Feldhoff
- 2011: Die Herrenausstatterin – Autorin: Mariana Leky – Regie: Petra Feldhoff
- 2011: Auferstanden von den Toten – Autorin: Stephanie Menge – Regie: Angeli Backhausen
- 2013: Daemon – Autor: Daniel Suarez – Regie: Petra Feldhoff
- 2013: Hirngespinste – Autor: Markus Orths – Regie: Angeli Backhausen
- 2014: Eine pornografische Beziehung – Autor: Philippe Blasband – Regie: Walter Adler
- 2014: Mutterseelenallein – Autor und Regie: Matthias Kapohl
- 2014: Der Tod des Archivars – Autoren: Christian Udo Eichner und Tristan Vostrey – Regie: Tristan Vostrey
- 2015: Oscar und die Frauen – Autor: Santiago Roncagliolo – Regie: Petra Feldhoff
- 2015: Anders – Autor: Andreas Steinhöfel – Regie: Angeli Backhausen
- 2016: Ohrfeige – Autor: Abbas Khider – Regie: Claudia Johanna Leist
- 2021: Jenseits der Zeit. Trisolaris-Trilogie nach Liu Cixin, Regie: Martin Zylka (Hörspiel - WDR)

## Hörbücher (Auswahl)
- 2009: Schriftstellerinnen. ISBN 978-3-8369-9100-1.
- 2010: Max Kruse (Hrsg.): Eine Schultüte voller Geschichten. ISBN 978-3-89813-957-1.
- 2015: Anu Stohner: Aklak, der kleine Eskimo. ISBN 978-3-8371-3294-6.
- 2016: Henry Bernhard: Stasi-Gefängnis Bautzen II. ISBN 978-3-86153-887-5.